# Phalonidia remota
Phalonidia remota es una especie de polilla del género Phalonidia, categorizada en la tribu Cochylini, de la subfamilia Tortricinae. Fue descrita por Razowski & Becker en 1983.
Fue publicada en Acta zool. cracov. 26: 429. Se distribuye por América del Sur: Brasil, en el estado de Mato Grosso (Cambu).